# Moulin à Vent

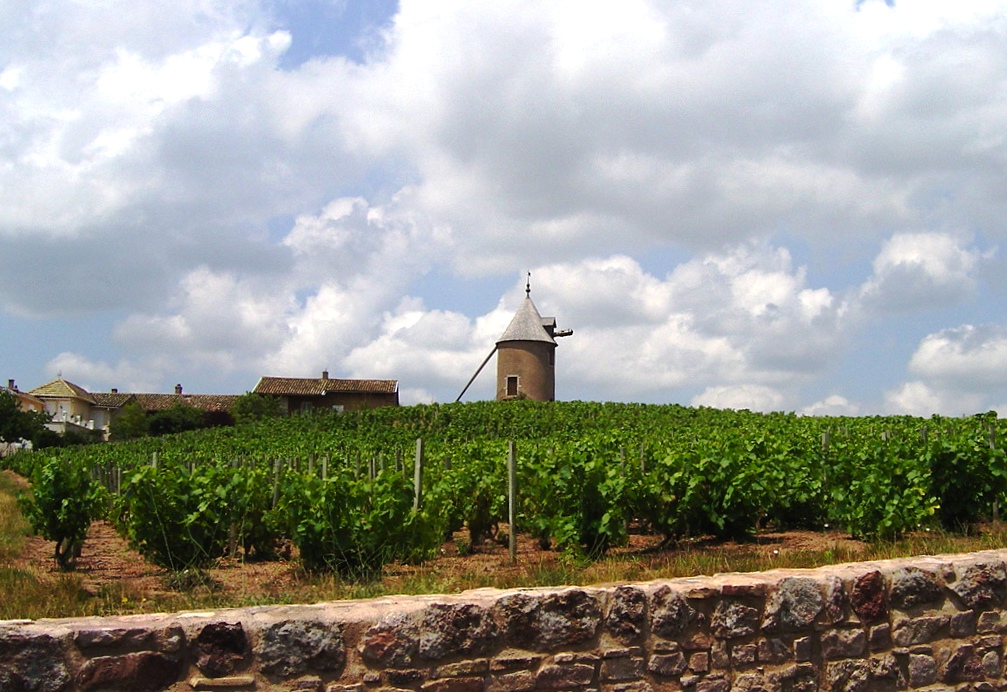
Die Mühle, von der der Moulin à Vent seinen Namen hat

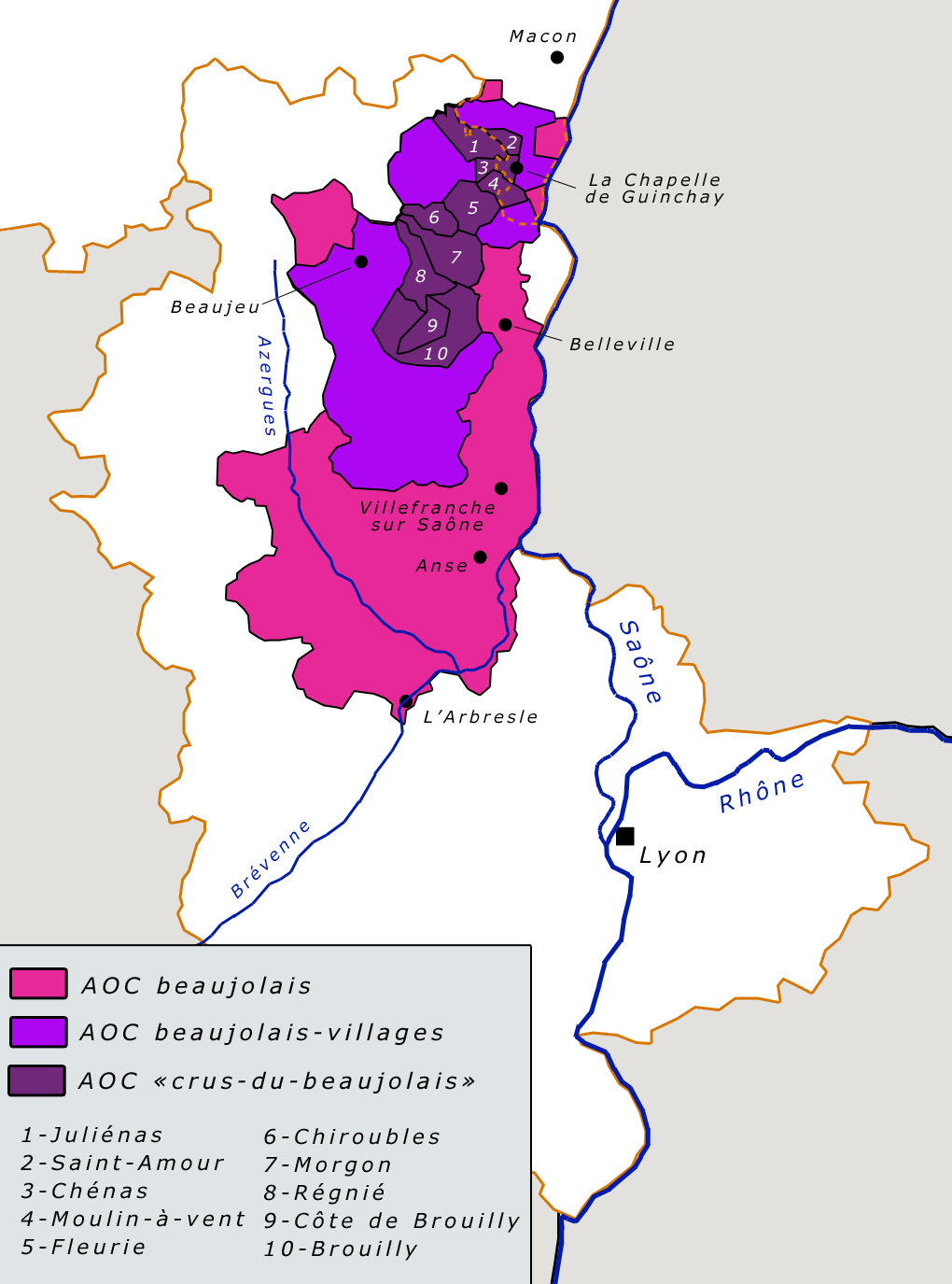
Übersichtskarte des Weinbaugebiets Beaujolais inklusive der zehn Crus

Das französische Weinbaugebiet Moulin à Vent ist eines der zehn Crus des Beaujolais. Das Gebiet erhielt am 11. September 1936 den Status einer Appellation d’Origine Contrôlée (kurz AOC). Die 681 Hektar Rebfläche liegen auf den Gemeinde-Gebieten von Chénas im Département Rhône und Romanèche-Thorins im Département Saône-et-Loire. Die Zone liegt auf einer Höhe von 250 bis 280 m, rund 20 Kilometer südwestlich von der Stadt Mâcon. Das Gebiet Moulin à Vent hat seinen Namen von einer etwa 300 Jahre alten, seit 1999 restaurierten Windmühle innerhalb des Gebiets.
Hier entstehen Rotweine aus der Rebsorte Gamay, die weitaus tiefgründiger und langlebiger als alle anderen Beaujolais-Crus sind. Die Weine werden mit der traditionelle Kohlensäure-Maischung bereitet. Diese Methode der Weinherstellung ist langsam und eignet sich nicht zur Herstellung von Beaujolais Nouveau, ergibt aber deutlich bessere Weine.
Nach längerer Lagerung (zum Teil bis zu zehn Jahren) ähnelt ein Moulin à Vent einem Burgunder, der aus der Rebsorte Pinot Noir gekeltert wird. Dieser Effekt wird morgonnieren (auf Französisch morgonner) genannt.
Für eine Flasche Moulin à Vent muss man in der Regel sechs bis neun Euro ausgeben. Die Gemeinde hat in unmittelbarer Nähe der Mühle einen Keller eingerichtet, in dem verschiedenste Weine der Region verkostet und gekauft werden können.
Die anderen Beaujolais-Cru-Weine sind Brouilly, Chénas, Chiroubles, Côte de Brouilly, Fleurie, Juliénas, Morgon, Régnié und Saint-Amour.